# Таунсенд, Чарльз (фехтовальщик)
Чарльз Фицхью Таунсенд (англ. Charles Fitzhugh Townsend; апрель 1872, Нью-Йорк — 11 декабря 1906, Нью-Йорк) — американский фехтовальщик, серебряный призёр летних Олимпийских игр 1904.
На Играх 1904 в Сент-Луисе Таунсенд участвовал в трёх соревнованиях. В командном состязании рапиристов он занял второе место, выиграв серебряную медаль. В этой же индивидуальной дисциплине он занял третье место в полуфинале и последнюю пятую позицию в турнире на шпагах.